# Federación Mundial del Corazón
La Federación Mundial del Corazón (WHF de sus siglas en inglés) es una organización no gubernamental con sede en Ginebra, Suiza, formada en 1972.

## Historia
En 1978, la Sociedad Internacional de Cardiología se fusionó con la Federación Internacional de Cardiología (que se había fundado en 1970) para formar la Sociedad y Federación Internacional de Cardiología. Este organismo cambió su nombre en 1998 a World Heart Federation (Federación Mundial del Corazón).
La federación acoge el Congreso Mundial de Cardiología. Una reunión internacional preliminar y algo informal de cardiólogos se llevó a cabo en Praga en 1933, pero el advenimiento del nazismo y la Segunda Guerra Mundial impidió una mayor cooperación internacional en el campo hasta 1946, cuando se llevó a cabo un Congreso Cardiológico en la Ciudad de México. El primer verdadero Congreso Mundial se celebró en París en septiembre de 1950 bajo los auspicios de la Sociedad Internacional de Cardiología, que había sido fundada cuatro años antes. Los congresos posteriores se celebraron a intervalos de cuatro años hasta 2006; desde entonces, se han celebrado a intervalos de dos años.
El Día Mundial del Corazón, el 29 de septiembre, se inició en 2000 para concienciar a las personas de todo el mundo de que las enfermedades cardiovasculares son la principal causa de muerte en todo el mundo.